# Проць Сергій Володимирович
Сергі́й Волод́имирович Про́ць (1994—2014) — солдат Збройних сил України, учасник російсько-української війни.

## Життєпис
Народився Сергій Проць 6 квітня 1994 у селі Русів Володимир-Волинського району. Згодом жив у селі Хотячів. В Оваднівському професійному ліцеї у лютому 2014 рок здобув професію електромонтера з ремонту та обслуговування електроустаткування. Від березня 2014-го служив за контрактом старшим механіком-водієм у 24-й окремій механізованій бригаді в місті Яворів. Разом із іншими бійцями бригади брав участь у відсічі збройній агресії Росії. 10 липня 2014 року у районі прикордонного пункту пропуску «Довжанський» Сергій Проць потрапив під обстріл з установки БМ-21 «Град» з території Росії. Під час обстрілу воїн з Волині загинув. Тіла загиблих були відвезені в госпіталь у Зеленопілля; там під час артобстрілу вони ще раз обгоріли.
Сергій Проць не похований — визнаний загиблим за показами свідків та рішенням суду, але останки не ідентифіковані.
Без сина лишилась мати.

## Нагороди
4 травня 2015 року — за особисту мужність і героїзм, виявлені у захисті державного суверенітету та територіальної цілісності України, вірність військовій присязі під час російсько-української війни, відзначений — нагороджений орденом «За мужність» III ступеня (посмертно).